# Fréteval
Fréteval település Franciaországban, Loir-et-Cher megyében. Lakosainak száma 1065 fő (2022. január 1.). Fréteval Busloup, Lignières, Morée, Pezou, Saint-Hilaire-la-Gravelle és Vievy-le-Rayé községekkel határos.

## Népesség
A település népességének változása:
| Lakosok száma | 899  | 863  | 848  | 1024 | 1136 | 1119 | 1083 | 1069 | 1053 | 1065 |
|               | 1968 | 1982 | 1990 | 2006 | 2013 | 2015 | 2017 | 2019 | 2020 | 2022 |